# Pstrowice
Pstrowice – wieś w Polsce położona w województwie zachodniopomorskim, w powiecie pyrzyckim, w gminie Pyrzyce. Wieś położona jest 11 km na południowy wschód od Pyrzyc.
W latach 1975–1998 miejscowość administracyjnie należała do województwa szczecińskiego.

## Zabytki
- kościół filialny pw. św. Maksymiliana Marii Kolbego z XVII w., zbudowany z kostki granitowej, wieżę dobudowano w XVIII w. Rozebrany w latach 1953-54, odbudowany w latach 1978-1983.
- zespół pałacowy z drugiej poł. XIX:
  - pałac z końca XIX, nr rej.: A-1123 z 19.06.1990-spichrz, poł. XIX, nr rej.: j.w.-park, nr rej.: 994 z 27.10.1982